# Dôme d'Angrboda
Angrboda Tholus
Pour les articles homonymes, voir Angrboda.
Le dôme d'Angrboda (désignation internationale : Angrboda Tholus) est un dôme situé sur Vénus dans le quadrangle de Fredegonde. Il a été nommé en référence à Angrboda, géante nordique, première femme de Loki et mère de trois divinités maléfiques.